# Vamos Lá!
Vamos Lá! (ばもら！, Bamora!), é uma série de mangá escrita e ilustrada por Yoshimi Osada, no Japão o mangá foi publicado pela editora Media Factory na revista Monthly Comic Flapper, impressa pela MF Comics em novembro de 2008 até 31 de dezembro de 2010.
O mangá também foi publicado na França pela editora Bamboo Édition, sob a impressão de Doki Doki.

## Enredo
A história é sobre Yu Kamazaki, uma estudante que não tem confiança em si mesma e que teme o olhar dos outros e não deixa ninguém se aproximar perto dela. Mas ela ficou fascinada pela personalidade de Asami Kume, uma menina popular, e se junta ao clube de futsal, onde jogam no telhado da escola. Então ela se surpreende e começa a amar o esporte, e começa a desfrutar da companhia de outros jogadores.

## Lista de capítulos
| N.º | Data de lançamento     | ISBN              |
| --- | ---------------------- | ----------------- |
| 01  | 23 de novembro de 2009 | 978-4-8401-2910-7 |
| 02  | 31 de julho de 2010    | 978-4-8401-3340-1 |
| 03  | 31 de dezembro de 2010 | 978-4-8401-3721-8 |